# ビア・サイゴン
ビア・サイゴン（ベトナム語：Bia Sai Gon）とは、ベトナムのビールのブランド名。

## 概要
サイゴンビール・アルコール飲料総公社（サベコ、SABECO : Saigon Beer　Alcohol　Beverage Corporation）のビールである。333ビール（Bia Ba Ba Ba、ビア・バーバーバー）とモルト100％のスペシャル・サイゴンと並ぶ主力商品のひとつである。緑ラベルの「ラガー」と赤ラベルの「エクスポートビア」がある。アルコール度数は低めで、薄味である。

ホーチミン市を中心としたベトナム各地のほか、日本国内にも輸入されていて、ベトナム料理店などで飲むことができる。

## 関連記事
- ベトナムのビール